# شغل القطع

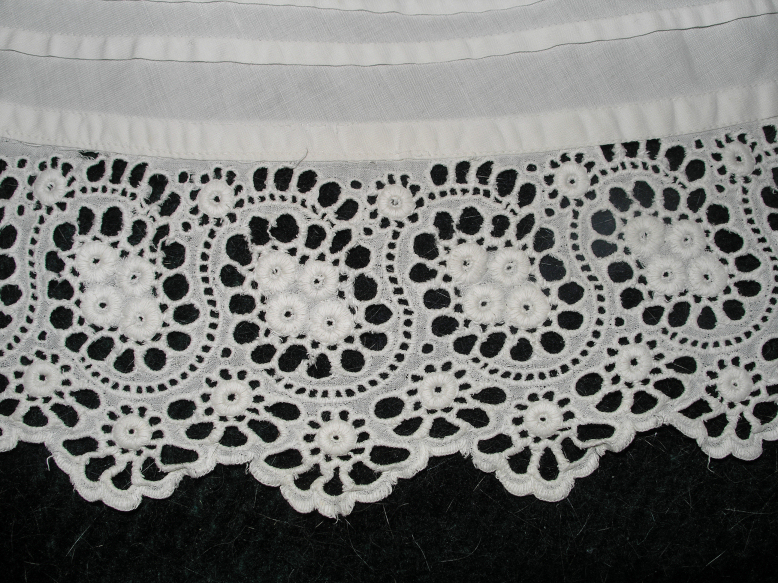
شغل القطع على تنورة داخلية مصنوعة من القطن.

شغل القَطْع هو تقنية من شغل الإبرة يتم فيها قطع أجزاء من النسيج المصنوع عادة من القطن أو الكتان.